# Angrebet på Marstrand 1719
Angrebet mod Marstrand var en succesfuld dansk belejring af Marstrand og Karlstens fæstning, som skete den 10-16. juli 1719 i slutfasen af den Store nordiske krig. Danskerne havde, for at få en ende på det svenske kaperi, gennemført en lang flådeblokade af Göteborg under foråret 1719. Efter et dansker-norsk angreb mod det nordlige Bohuslen havde skibe under kommandoer af Peder Tordenskjold i juli også angrebet havnen i Marstrand og de stilleliggende orlogsskibe i den svenske Göteborgseskadron . Efter, at disse skibe var blevet sænket af deres egne besætningner, blev Karlstens fæstning endeligt også angrebet, og ved hjælp af psykologisk krigsførelse kapitulerede fæstningen hurtigt. Fæstningens kommandant, oberst Henrich Danckwardt, blev senere dømt til døden af en svensk krigsret og blev henrettet. Den stærke fæstning Karlstens kapitulation 1719 omgives af et antal myter og legender.

## Baggrund
Efter Karl XII's død ved Fredrikstens fæstning i Norge den 30. november 1718 marcherede den svenske hær tilbage på tværs af grænsen til Sverige. Den Store Nordiske Krig , som var foregået uden afbrud siden år 1700, havde gjort de kæmpende parter fattige. Eftersom den svenske østkyst blev truet af Rusland, var der også en mulighed for Danmark-Norge samtidigt at gentage områder på svenskevestkysten, og der fandtes allerede omfattende planer på angreb til landes og havs mod Bohuslen.

## Angrebet mod Nya Varvet (1717)
De svenske orlogsskibe som tidligere har været baseret i Göteborg, den såkaldte Göteborgseskadron, var efter den dansker-norske kommandør Peder Tordenskjolds angreb mod det Nye Lag i året 1717 blevet udbredte langs med Bohuskysten, på ordre af Karl XII. Hoveddelen af eskadronen fandtes på foråret 1719 i Marstrand, mens nogle mindre orlogsskibe lå i vinterlejr nær Strömstad. Et par mindre skibe eskorterede transporter mellem Göteborg og Marstrand på Nordre älv, og tilbage i Göteborg fandtes kun en galej. Fregatterne i Marstrand kunne ikke gå til havs eftersom der var stor mangel både på mandskab, mad og udrustning til orlogsskibenes besætninger. Fæstningernes vedligeholdelse blev forsømt, og i begyndelsen af 1719 klagede fortifikationens håndværkere på at de i lang tid ikke har fået nogen løn ud. De tilsvarende problemer havde flådens underofficerer og tømrere i Göteborg.
Samtidigt foregik den svenske kapreraktivitet, med hovedbase i Göteborg, som irriterede de dansker-norske myndigheder. Den 27. marts ankrede en dansker-norsk flådestyrke, bestående af fire linieskibe og en fregat , på Rivö fjord uden for Göteborg. Den blokerende styrke blev ledt af Tordenskjold, nyligt forfremmet til den lavere admiralsgrad schoutbynacht. Han havde ordre ikke at angribe Göteborg, for ikke at risikere de fredssamtaler som foregik i Stockholm i foråret. I begyndelsen af juni var den blokerende flådestyrke tiltaget til syv linieskibe, to fregatter, fire skudpramme, to flydende batterier, en " bombarderskip" , fem galejer og to gallioter. De mindre danske skibe forsøgte at hindre den svenske havtrafik mellem Nordre elv og Marstrand. I midten af juni kom yderligere 26 danske handelsskibe fra Øresund med forråd til den danske belejringsflåde.
Dette indebar også at det nordlige Bohus-amt blev stadig stærkere at forsvare. I slutningen af maj kom en konvoj af fragtskibe til Marstrand, hvor omlæsning skete til mere grundgående skibe for yderligere transport igennem Nordre elv. En del af konvojen vendte derefter tilbage til Strömstad. Den 23 maj overtog feltmarskal Carl Gustaf Rehnskiöld kommandoen over de svenske tropper i Bohus-amt, og i begyndelsen af juni blev en inspektionsrejse gennemført i landskabet. Forsvarsapparaterne skulle forbedres på flere steder, og ordre blev givet om at øge arbejdet med at tømme forrådene i Strömstad både land- og søvejen.
Göteborgeskaderns afdelingschef i Marstrand, kaptajn Erik Sjöblad, fik ordre til at fortøje eskadronens fregatter og galejer på passende måde for at kunne forsvare de begge indsejlinger til havnen. Rehnskiöld gav også ordre om at skibene skulle klargøres for sænkning i havnen.

### Angrebet mod Strömstad
Siden fredsforhandlingerne i Stockholm er mislykkedes, besluttede den danske kong Fredrik IV at sætte sine slagplaner i værket. I Sydnorge fandtes over 30.000 soldater, og foruden angreb nordfra mod Strömstad var en søtransport planlagt med 8.000 soldater som skulle landsættes på Hisingen. De svenske fragtskibe i Strömstad havde ikke nået at komme i gang, da den danske viceadmiral Andreas Rosenpalm spærrede vejen med en flådestyrke, blandt andet bestående af tre fregatter og fire galejer, i slutningen af juni. Efter det at Rehnskiöld, sammen med chefen for Göteborgseskadronen admiral Jonas Fredrik Örnfelt , vurderet situationen på plads og fået underrrettelse om at " denne Norska Krigsmachten, under Konungens egit samt Chronprintzens tale War ud i anmarche", blev givet ordre om at transportflåden skulle sænkes. Galejer og et mindre skib skulle forsøge om natten at snige sig ud igennem et indre farvand, men da denne også var blokeret sprængtes endeligt Göteborgseskadronens galejer Kristiania, Lovisa , Bellona og brigantinen Pollux ved Tångevigen, Tångeflo på moderne søkort, syd for Strömstad den 5 juli. Samtidigt blev skudprammene Strömstad og Gå På, bestykkede med 20 kanoner hver, og fjorten fuldtlæssede fragtskibe i Strömstads havn. Tilbageværende forråd blev åbnet, så både civilbefolkning og militær kunne tage for sig så meget de kunne, resten blev ødelagt. Straks derefter marcherede de svenske tropper, blandt andet de Grønne esdragoner , fra Strömstad sydpå mod Uddevalla. Totalt fandtes cirka 5.000 soldater i Bohus-amt under Rehnskiölds kommando, inklusive fæstningsgarnisonerne i Göteborgs byfæstning, Nya Älvsborg og Karlsten. Den 6 juli kom de første danske tropper til Strömstad, og den 8 juli var Fredrik IV med yderligere soldater på plads i den uførsvarede by.
En styrke bestående af fire skibe, og lige mange galejer, placeredes mellem Klåverön og Tjuvkil. Eftersom skibene forsøgte at hindre trafikken mellem Marstrand og Tjuvkil, og plyndrede i skærgården, blev det stadig mere tydeligt at Tordenskjolds angrebsplaner gjaldt Marstrand. Et svensk modsangreb blev gennemført natten til den 3 juli, da galejen Lucretia og brigantinerne Luren , Uppassaren og Framfuss fra Kippholmen i Nordre elvs udmunding, havde held med at snige ned langs med Hisingen, og komme forbi den danske overvågning på pistolskuds afstande uden at blive opdaget. Endeligt angrebs og blev den store galej Prins Kristian overmandet, bestykket med 9 kanoner, ved Rivö hoveder, siden skibet forgæves forsøgt at slippe ud blandt øerne. I den første uge i juli begyndte Tordenskjold at samle en angrebsstyrke mod Marstrand.

## Angrebet mod Marstrand

### Fredag den 10 juli
På eftermiddagen kunne forsvarerne på Karlsten regne til 18 danske skibe " hvaribland War en af Master giordt Blokhus" . Tordenskjold havde efterladt linieskibe og fregatter uden for Göteborg, og angrebsstyrken ved Marstrand bestod dels af skudpramme med kanoner og mørser , blandt andet den nye mørsarepram Lange Maren , dels af galejer som foruden egen besætning, havde 50 soldater hver ombord fra de efterladte linieskibe. På aftnen blev mellem 600 og 700 soldater ved Metsund landsat på den østlige side af den uførsvarade Koön , øst for Marstrand. Samtidigt landsattes 12 tung mørser på 100 respektive 200 pund, som blev slæbt over til øens vestside. Desuden blev 50 stykker håndmørsare landsat. Hvis bare den vestligste del af Koön kunne beskydes fra fæstningen. Karlstens kommandant, oberst Henrich Danckwardt, havde i en skrivelse til Rehnskiöld den 27 juni forlangt at få 400 til 500 man for at forhindre landgang på Koön, og denne syd for Marstrand liggende Klåverön. Disse soldater havde ikke nået at ankomme inden Tordenskjold angreb. Den danske taktik med landgang på den østlige side af Koön var omtrent den samme som statholderen i Norge, Ulrik Frederik Gyldenløve , benyttede sig af da han indtog Marstrand og Karlesten i juli 1677.

### Lørdag den 11 juli
På formiddagen blev en livlig beskydning indledt mellem det nye danske batteri på Koön, og Karlstens fæstning. Tordenskjold skriver i en senere skrivelse at den nye artilleristilling blev heftigt beskudt af de tre svenske galejer, en skudpram og tre orlogsskibe. Desuden blev danskerne fra fæstningen og de sydlige facader beskudt.
Mellem klokken 6 og 7 på aftnen forstummede kanonilden fra facaden Hedvigsholm . Kanonbatteriet, som var placeret på en ø i havnen nær Koøen, var bestykket med fire 36-dum, to 12-dumt og to 6-dumme kanoner. Hedvigsholm havde kun tolv mands besætning under kommandoer af en underofficer. Da denne på grund af den heftige beskydning ikke mente at kunne kunne holde befæstningen, sendte han budskaber om dette til Danckwardt. Eskadronchefen Sjöblad mente at batteriet Hedvigsholm skulle " runineras", for ikke at risikere at kanonerne uskadte skulle kunne erobres og vendes mod skibene i havnen. I stiller for at forsøge at forsvare denne vigtige facade sendte Danckwardt en officer, løjtnant Breittenberg, for at førsømme kanonerne. Ved ankomsten til Hedvigsholm, så fandt Breittenberg både folk og materiel uskadte, men iværksatte alligevel sin opgave. Da danskerne bemærkede at skydningen fra Hedvigsholm er ophørt begyndte de at beskyde skibene i havnen, og havde held med at skyde sænk i den båd som førte over Hedvigsholms besætning og ammunition, syv tønder krudt, til fæstningen.
Fra protokoller som blev ført ved dette og senere afhører, får efterverdenen flere detaljer om hvordan kommandanten ræsonnerede under belejringen. Forhørsledelsen spurgte efter protokollerne om hvorfor kommandanten ikke sendte over flere folk til Hedvigsholm som var " det stærkeste og bedste Batteriet at secundere Flåttan og Staden med" , og som også havde understøttelse i skydningen af galejen Prins Fredrik av Hessen og skudprammen Gå På. Danckwardt svarede at hvis han ikke " ruinerede" Hedvigsholm, så kunne facaden for den fortsatte kamp blive det mest farlige. Han mente også at fjenden kunne vade over det smalle sund mellem Koön og Hedvigsholm, hvilken krigsrets medlemmer ikke havde samme opfattelse om.

### Søndag den 12 juli
I natten mod søndagen blev yderligere et dansk kanonbatteri produceret på Koön, nærmere Karlesten og den nordlige havneindsejling. Det blev bestykket med fire 100-dumme mørser og 30-40 håndmørsarer. Tordenskjold havde også planlagt at anvende ti stykker 24-dumme kanoner, men dette blev forhindret af " de herrer Overofficerer af Artillertiet og Fortificationen" . Disse officerer var blevet taget med på skibene, men tilhørte arméen og stod ikke under Tordenskjolds direkte officerer. De mente at bestykkende af batteriet var for usikkert, og nægtede at udlevere kanonerne. Desuden manglede faskiner med mere for at kunne producere kanonbatteriet, efter arméofficererne. Tordenskjold benyttede sig da af en styckjunker og ni artillerister som stod under hans kommandoer. Sammen med yderligere mandskab fra skibene kunne batteriet opbygges, og de tunge mørsarna blev fremført på " blokvogne" fra den nordlige side af Koön til det nye batteri.
Inden for skudhold begyndte beskydning fra Karlsten, men med lille resultat. Selvom Tordensjold havde de svenske orlogsskibe i havnen inden for skudhold, undgik han at beskyde dem eftersom han ville erobre dem så uskadte som muligt.

## Marstrand erobres
Mellem klokken 7 og 8 søndagmorgen blev sendt den første forhandler til Marstrand. Det var den danske kaptajnsløjtnant Conrad Ployart som sejlede mod den nordlige facade Antonetta, som beherskede den nordlige indsejling, i en chalup med et stort hvidt flag . En svensk chalup med løjtnant Brännö blev sendt ud for at møde den danske chalup halvvejs. Ployart forlangte at måtte komme op til fæstningen og tale med kommandanten, men etablerede svar at han skulle henvende sig til " Hans excellence" feltmarskal Rehnskiöld, hvis han ville noget. Den danske officer beklagede at han ikke fik lov at træffe kommandanten, og tilføjede at hvis der fandtes nogen kvinder i fæstningen, så skulle de nu få tilfælde til at komme derfra. Ployart havde også fået instruktioner om at tilbyde svenskerne ikke at skyde byen Marstrand i brand, mod at danskerne fik lov at overtage seks af orlogsskibene i havnen. Fra svensk side blev forslaget afvist.
Siden Ployart er kommet tilbage med svenskernes negative beskeder begyndte Tordenskjold et angreb mod de skibe og facader som forsvarede den nordlige havneindsejling. Bombardergalioten Johannes og mørsareprammen Lange Maren begyndte beskydningen, og i reserve fandtes skudprammene Hjælperinden og Fredrikshald . De svenske facader bestod af Antonnummer et, bestykket med fire stykker 6-dumme kanoner og syv mands besætning. Desuden Norra Blockhuset, som var et mindre forsvarsværk med to stykker 36-dumme kanoner. Endeligt havde kaptajn Sjöblad layoutet yderligere tre kanoner i nærheden af Norra Blockhuset. Disse to facader blev betjent af 15 mand. Facaderne havde relativt lidt ammunition tilgængeligt og havde underofficerer som officer. Efter at have beskudt facaderne blev mellem 200 og 300 danske soldater på Marstrandsön landsat i nærheden af Antonnummer et, ved hjælp af en galej og otte chalupper. Efter at have udskudt nogle skud mod de angribende danskere blev kanonerne på Antonnummer et førsømmet, og besætningen trak sig tilbage mod Karlsten. Det samme skete ved Norra Blockhuset og det lille nærliggende batteri. Danskerne under kommandoer af kaptajnerne Kaas og Kleve trængte derefter hurtigt ind i byen. I havnen fandtes fregatten Kalmar og galejen Greve Mörner som fortsatte med at forsvare den nordlige indsejling hele vejen indtil de danske tropper trængte ind i byen.
Danckwardts forklaring var at han mente at kunne ikke have råd at forlade flere folk fra fæstningen fra sig, og at disse i så fald skulle blevet afskårne hvis facaderne var blevet indtaget.

### Orlogsflåden sænkes
Samtidigt med de landssate soldater stormede ind fortsatte chalupperne mod skibene i havnen. Eftersom de underbemandede besætninger ikke skulle klare den følgende nærkamp, samtidigt med retrætevejen mod fæstningen var på vej at lukkes, skød skibene nogen sidste bredsider . Derefter blev de forberedte tiltag gennemført for at sænke skibene, og grundskud blev skudt igennem udsættelsen.
De tidligere svenske skibe fregatten Varberg (g), galejen Prins Fredrik av Hessen (N), fregatten William Galley (i) erobrede af danske styrker og førte i beskyttelse øst for Koön ved Marstrand i 1719. Kilde: Der Kongelige Bibliotek, København
De fleste af skibsbesætningerne havde held med at nå tilbage til fæstningen. De skibe som blev sænket i havnen var fregatterne Halmstad , Stettin og Kalmar , alle bestykkede med 40 kanoner, samt Fredricus (36) og Charlotta (30). Desuden galejerne Stå Godt og Greve Mörner med 9 kanoner hver, jagten Diana (4) og to brændere . Tordensjolds soldater havde held med at hindre sænkningen af fregatterne Varberg (40 kanoner) og William Galley (14), galejen Prins Fredrik av Hessen (9) og skudprammen Gå På (18). William Galley var formodentlig et erobret engelsk skib, eller muligvis et kaprerskib.
Under generalkrigsforhøret nævner Danckwardt at nogle frivilliga fra skibsbesætningerne og garnisonen var "gået ud for at overrumple fjenden", men ikke kunne komma længere end til fæstningsbakken, eftersom fjendtlige soldater var posterede omkring den nærliggende Marstrands kyrkogård. Derefter måtte den frivilliga styrke vende om og "in i Fästningen sig förfoga". På eftermiddagen fortsatte eldgivningen mot Karlsten från mörsarbatterierna på Koön, och skottpråmarna. Et materialeskur som blev anvendt som provisorisk krudtrum mødtes og eksploderede. Ild udbrød også i tårntaget og i dele af det såkaldte Fyrkantsbatteriet, en facade på den østlige side af fæstningen, men den blev udraderet af besætningen. Selvom ingen dødstilfælde blev krævet under beskydningen, blev besætningen af facadernes erobring og flådens sænkning i havnen påvirket. Natten til mandagen den landssate Tordenskjold yderligere 200 soldater på Marstrandsön, og sammenlagt fandtes nu 500 soldater på øen.

### Mandag den 13 juli
I løbet af dagen blev bare nogle få skud udskudt fra fæstningen, og slet ingen fra dansk side. Inde i fæstningen gav kommandanten ordre til artilleriofficererne kaptajn Josias Mörck og løjtnant Graan om at skyde byen i brand, men de mente at de ikke havde adgang til passende ammunition. På generalkrigforhørets spørgsmål om hvorfor de trækkende sig tilbage besætninger fra skibene og facaderne ikke har kunnet tænde ild på byen, svarede Danckwardt at han ikke har vidst noget andet end at dette kunne gøres igennem beskydning fra fæstningen senere. Han mente også at modviljen fra artilleriofficererne beroede på at de havde deres huse i byen. En ildverkare må " med hug og slag" tvinges at udlevere krudt.
Danskerne anvendte dagen til at borttransportere de erobrede skibe, bringe yderligere morterer i stilling og reparere et kanonbatteri på Koøen, som var blevet skadet tidligere ved beskydning fra galejen Prins Fredrik av Hessen. Denne reparation kunne ske uforstyrret eftersom fæstningen kun havde en kanon som kunne nå dette sted, og lalokkefuglen på denne kanon var gået itu og måtte repareres først.
Besætningen på fæstningen bestod af Redvejs kompagni fra Älvsborgs regiment cirka 100 man, samt et kompagni fra Zengerleins saksiske infanteriregiment med lidt mera end 100soldater, totalt 227 man infanteri . Artilleriet under kommandoer af kaptajn Mörck bestod af 54 man. Mandskab fra skibene løb op på 107 man, det vil sige totalt 388 man i fæstningens besætning.
Fæstningsanlægget var blevet kraftigt udbygget siden det danske angreb i 1677, og den firkantede fæstningsvold var i årene 1680-1716 blevet forhøjet til 19 meter, med en 3 meter tyk ydre murskal. Detta gjorde fæstningen til en af de stærkeste i landet. Befæstningen af byen Marstrand og opførslen af Karlstens fæstning var, og er, en af de største investeringer som er blevet gjort inden for det svenske faste forsvar.

### Tirsdag den 14 juli
Frem til klokken 11 på formiddagen fortsatte artilleribeskydningen af fæstningen. På eftermiddagen kom kaptajnsløjtnant Ployart op til fæstningen som forhandler sammen med en trommeslager, og bad at måtte blive sluppet in. Derefter blev Ployart ført med forbundne øjne til kommandanten, og overlod et forseglet brev fra Tordenskjold. Brevet, som er en blanding af smiger og trusler, findes bevaret i det danske rigsarkiv:
"Höijædle og Wellbaarne
Hr Obriste Og Commendant!
Som jeg hawer fornumet af de fattige undersaatter har i Bÿen det Hr. Obeiste wil kasteildPaa dend, Najegattaqverer, hvorforieg nærmest afwigteafftensaawelsom i dag hawerindholdet med at attaqvere fór athielpe de armen og u-schÿldige Menisker nogenlunde at Conservere hvis de kandidat, af Meubler og endet, jeg maabifalde det Hr. Obriste, som en bekient og braf Cavallier af sin Droning hawer hid indtilde, og will har efter giørealdmueligflid, Og Resistence, mens Cher amÿ Troe, atsaawist, som ieg ha+aberat se Gudz ansigt og døe en Redelig tiener af min Herre Og Konge, gaarieg ikke heerfra, denne kodste hvad kostewil, i følge af min Allernaadigste Konges ordre, førendieg nærmest dendallerhøiestes Bistand, skaller Reussere i min Dessein, og mueligens det da wilfalde Sensibel fór wedkommende, det dem da tilde Ingen nÿtthawerladet Bÿen brændte Og Indwaanerne Ruinere; Jeg wil gierne tillagde Hr. Obriste, athåndewil lagde effterseedendanstalt, som tildeattaquen jeres giort, sagde der ikke schalmislinge; fór Soucours hawer iegwedesqvadren og Transporten af 2.000. Mand, de jer allereede underweis fra Coster, som ieg nu med en dobbelt Chalouppe fik rapport om, der skalgaaetilde sin expidition, hos hvilcke iegeltidkandidathawe Soucours, om mand kammeratgive wilbedehaveatgiøre Resistence, Jeghawerpermitteret undersaaterne at flyder deres Sager bort i afften, og jeres dertil Mandskab ordineret om Hr. Obeist behager atindeholde Canonaden fór denne tid, pa det de dertil andorndede Mandskab, Jeg beder min Respect formoptændingstildeherwærendebekiente Söe officerer. Forbb:
Höijædle og Wellbaarne Hr. Obriste og Commendants Tienstferdige Tiener
P. Tordenschiold"
I det nye brev tilbød Tordenskjold 3.000 dukater, og den danske konges nåde, hvis svenskerne kapitulerede. Ifølge Danckwardt skal han have svaret på det andet brev, at selvom han var blevet tilbudt 300.000 så skulle han hellere have sprængt fæstningen i luften, end opgivet den for penge. På det første brev skrev han nogle rækker til svar, uden at nævne spørgsmålet om brændelse af byen. Desuden sendtes admiralitetskaptajnen Jacob von Udfald sammen med Ployart til Tordenskjold med anmodning om våbenhvile til klokken tolv dagen efter. Anmodning blev bifaldt af Tordenskjold, som nu har fået Danckwardt til at begynde at tænke på kapitulation.
Da von Udfald kom tilbage til fæstningen kaldte Danckwardt på aftnen alle officerer til krigsråd. Den protokol som blev ført ved mødet blev senere anvendt som kapitulationsdokumenter. Under mødet fortalte officererne om tilstanden for forsvaret af fæstningen. Mangel på mandskab og dårlige ørefigner var problemer hos artilleriet. Matförrådet blev skønnet til at række en måned, men derimod var der mangel på vand. Skibsbesætningerne blev ikke vurderet kunne være til nytte ved en stormning, eftersom de var uøvede som soldater, uden kun kunne anvendes ved brandslukning. Samtidigt anvendte Tordenskjold tiden til at placere håndmørsarer ud på passende steder i Marstrand.

### Onsdag den 15 juli
Under formiddagen fortsatte det svenske krigsråd. Tordenskjold fortsatte med at forberede angreb ved at føre de danske skudpramme, de flydende batterier og galejerne fæstningen nærmere. Eftersom Karlstens garnison mentes at være alt for lille og udmattet for at klare en angreb, besluttede det svenske krigsråd straks inden våbenhvilen gik ud, at gå med på kapitulation . Samtlige officerer undertegnede protokollen som sluttede med " Hwarföre conjunctim resolveredes at En formel Capitulation skal giøras igennem Capitainen von Uthfall i dhe Puncter og Propositioner som det Jnstrumentet adactauthwijsar og apartounderskrifwes. Datum Carlsteen d. 15 Julii 1719".
Efter to timer kom tilbage von Udfald med kapitulationsdokumentet underskrevet af Tordenskjold. Den senere havde også givet instruktioner om at garnisonen skulle marchere ud fra fæstningen klokken tre på eftermiddagen, men de officerer som ville gå ned til byen, kunne gøre det uden at behandles som krigsfanger. Eftersom man ikke nåede at blive klare indtil den udlovede tid blev yderligere to timers henstande forlangt, hvilket blev bevilget.
Han blev sluppet ind, og mødtes af Danckwardt som viste ham op til kommandanthuset, hvor de øvrige officerer er blevet samlet. Efter et øjebliks konversation fulgte kommandanten og et antal officerer med Tordenskjold ned til et hus i byen, hvor de blev budt på rødvin. Ved nitiden på aftnen gik man " hwar til sit" . Eneste undtagelse fra det normale pus soldaterne fra det Saksiske regiment, som tilsammen med soldater fra artilleriet havde ombrudt et magasin, og stjålet smørerummet. På Tordenskjolds ordre fik de saksiske soldater lov at marchere ud, og tilbringe natten stående uden for fæstningen, omringede af bevæbnede danske soldater.

### Torsdag den 16 juli
På morgnen marcherede de svenske skibsbesætninger ud fra fæstningen. Ved firetiden efterlod kommandanten, og gik ned til et hus i Marstrand. Klokken ni på aftnen efterlod de sidste svenske soldater fra infanteriet og artilleriet.

### Fredag den 17 juli
De svenske tropper blev bragt over til Tjuvkil på fastlandet, foruden nogen fra artilleriet og det saksiske regiment, som gik i dansk job. Under overfarten uddelte Tordenskjold gaver til officererne, klokker, vifter med mere. Alt sager som er blevet taget fra laster på beslaglagte skibe. Fra Tjuvkil sendte Danckwardt breve en situationsanalyse med til Rehnskiöld i Uddevalla som, når han har læst brevet, udstedte en anholdelsesordre. Da Danckwardt kom til Bohus fæstning for at fortsætte sin rejse til Göteborg, blev han anholdt af " en quartermester og 6 ryttere af øfverste Waldenstiernas regiment".

## Konsekvenser af kapitulationen
Fältmarskalk Rehnskiöld og hans officerer havde nu den svære beslutning, hvis man skulle blive tilbage med de svenske tropper ved Uddevalla, og beskytte vejene mod Vänersborg og Dalsland , eller gå sydpå mod Hisingen for ikke at blive afskåret af danske styrker som kunne landsættes nord for Göteborg. Rehnskiöld valgte at blive tilbage, som viste sig at være en rigtig beslutning, eftersom den danske armé i Stömstad trak sig tilbage mod Norge i slutningen af august.
Tordenskjold udnyttede sin nye flådebase ved at fra Marstrand angribe fæstningen Nya Älvsborg allerede den 21 juli, og senere også det Nye Værft i Göta elvs udmunding. Karlsten fik under danskt-norsk styre det nye navn Kristiansten, og kommandant over den norske garnison blev den til generalmajor udnævnte Hartvig Huitfeldt. Den 12 november 1720 , efter Freden i Frederiksborg , blev fæstningen levnet til Sverige og fik da det oprindelige navn.
Efter et generalkrigsforhør med Danckwardt 21 juli blev holdt krigsret med ham den 27 august. Han var da blevet slået i jern og " fået en betydelig bombe og 4 alners jernkedja til følelse af dens brud". Ifølge Karl XI krigsartikler §73 står der at " Hvilken nogen Fæstning uppgifwer til Fienden uthan den højest og den yderst nødh, tå straffes Guverneuren og Befählet tildeliif, æhra og godz ... ". Den 5 september faldt dommen efter disse artikler, og Danckwardt skulle " halshugges og i galgkassen begrafvas" . Henrettelsen skete den 16 september under sådanne omstændigheder, at Göteborgbødlen Jonas Wessman nogle dage senere måtte stå til ansvars i en egen rettergang. Wessman blev anklaget for at være kommet for sent, og dermed ikke haft henrettelsesværktøjerne i orden, været beruset, samt ikke iværksat halshugningen på den rigtige måde, men havde været tvunget at hugge tre gange for at kunne adskille hovedet fra kroppen. Da Wessman kunne forklare årsagerne til deres handlemåde slap han med en advarsel.
Officererne mente samtlige at det dokument som de skrev nedenunder på Karlsten, kun var en redegørelse over fæstningens forsvarstilstand. De sidste syv rækker, som forvandlede dokumentet til en kapitualtionhandling, syntes at være blevet tilføjet i efterhånden uden deres viden. Derfor blev den endelige dom for officererne ikke dødsstraf.

### Myter
Den stærke fæstning Karlstens kapitulation har i svensk krigshistorie ligestillets med fæstningen Sveaborgs kapitulation i 1808 . I begge fald blev psykologisk krigsførelse anvendt for at nedbryde forsvarernes moral. Nogen af hændelserne i Marstrand 1719 er blevet myter som sommetider kan bekræftes, eller affærdiges, ved hjælp af samtidige dokumenter.

### Forberedende spionage
Sommeren 1710 var Peter Wessel (Tordenskjold) besætningsmand på et neutralt engelsk skib, på en midlertidig rejse mellem Bergen og Østersøen. En storm gjorde at skibet fik lov at søge havn i Marstrand. Her udnyttede Peter Wessel muligheden for at, som engelsk sømand, udforske forhold og befæstninger i byen. Derefter kunne han efterlade Marstrand med et hollandsk orlogsskib, og sende en rapport til Danmark. Han fortæller med egne ord om hændelsen i et brev til kong Fredrik IV, den 28 februar 1711.

### Tordenskjolds soldater
Kaptenen von Udfalds besøg hos Tordenskjold i Marstrand den 14 juli har af blandt andre den danske forfatter Rothe fået en mere udførlig beskrivelse. I denne version skal Tordenskjold bare have haft cirka 200 soldater i byen, men lod disse marchere rundt så de for det stadig mere berusede von Udfald syntes at være næsten 1.000 soldater. Historien er formodentlig ikke sand, og i det svenske kapitulationsdokument vurderes antallet af danske soldater til " i Staden 500 Mand", som overensstemmer med danske oplysninger. På norsk og dansk anvendes udtrykket "Tordenskjolds soldater" for at beskrive når et fåtal personer anvendes i mange funktioner for at simulere et større antal.

### Den forventede forstærkning
I sit brev til Danckwardt nævner Tordenskjold at han venter forstærkning på 2.000 man som befinder sig ved Kosteröarna. Rothes version af samme dokument angiver forstærkningen til 20.000 mand. Dette er intet tom trussel, eftersom generalmajor Hans Jacob von Arnold førte kommandoen over en landgangsstyrke på cirka 8.000 man, som tidligere var gået ombord på 28 store fragtskibe ved Larkollen , og derefter blevet hindret af modvind og ikke kommet i gang sydpå inden Tordenskjolds angreb på Marstrand. Disse skibe skulle efter den danske plan, sammen med eskorterende skibe, landsætte soldater på Hisingen. 

### De hånede tabere
En variant af hændelserne i Marstrand nævner at de danske soldater hånede de kapitulerende svenske officerer ved at give dem kvindepryd, og at Danckwardt skete forbi Tordenskjold som da fandt et reb og sagde "Se her broder Danckwardt, her har du også et halstørklæde". Atter er kilderne forskellige. Rothes version af udtoget er, at det mestendels skete med "..klingende Spil, flyvende Fahne, brændende Lunter, og deslige." I virkeligheden omgiks Tordenskjold med Danckwardt og flere svenske officerer under venskabelige former i flere timer på aftnen den 15 juli. Udmarchen den 16 juli skete ikke i samlet trop.

### Saksernes påståede forræderi
En af forklaringerne til Danckwardts handlende har været at soldaterne i det Saksiske infanteriregiment skulle have gjort mytteri. Oberst Georg David Zengerleins Sachsiska infanteriregiment var sammensat af saksiske krigsfanger som er blevet taget til fange i kampene med Sachsen-Polen. De var senere blevet rekrutteret fra fangelejrene til den svenske armé og var derfor dårligt motiverede lejesoldater.
Fältmarskalk Rehnskiöld forsøgte straks inden angrebet at med skibe at sende en styrke på 150 svenskesoldater, under kommandoer af oberstløjtnant de Witte, for at udskifte de 100 saksiske soldater. Da man ikke kunne komme frem til Karlsten på grund af for mange danske skibe i området, vendte styrken tilbage til Uddevalla. Dette indebar også at Danckwardt ikke fik nogen støtte, og han klagede under forhørene at han " ikke havde haft nogen at rådføre sig med".
Ifølge danske opglysninger skulle den danske kaptajn Kleve have sneget sig frem til fæstningsmuren om natten og hørt de sachsiske vagtposter tale om at tvinge kommendanten till kapitulation. Disciplinen var dårlig, og om natten blev kvinder sluppet ind i fæstningen, som var forbudt. Ved at udnytte dette kunne Tordenskjold smugle breve ind på tysk, blandt andet rettede vielen til " gefangenen Deserteurs auchfembden Nation, so der Citadelle Nothleiden ind", som anmodede de saksiske soldater til kapitulation.
I modsætning til dette findes ingenting har nævnt i kapitulationsdokumentet om noget mytteri blandt de saksiske soldater. Under generalkrigforhøret vidnede kaptajn Palmcrona om at " tyskarneskøto blåtoppet kohvede" . Eftersom bestyrelsesformand for generalkrigforhøret var det Saksiske regiments chef, oberst Zengerlein, skulle han heller ikke kunnet have denne rolle om han, eller hans forbindinger, været kritiseret fra svensk side.